# Brachypelma aureoceps

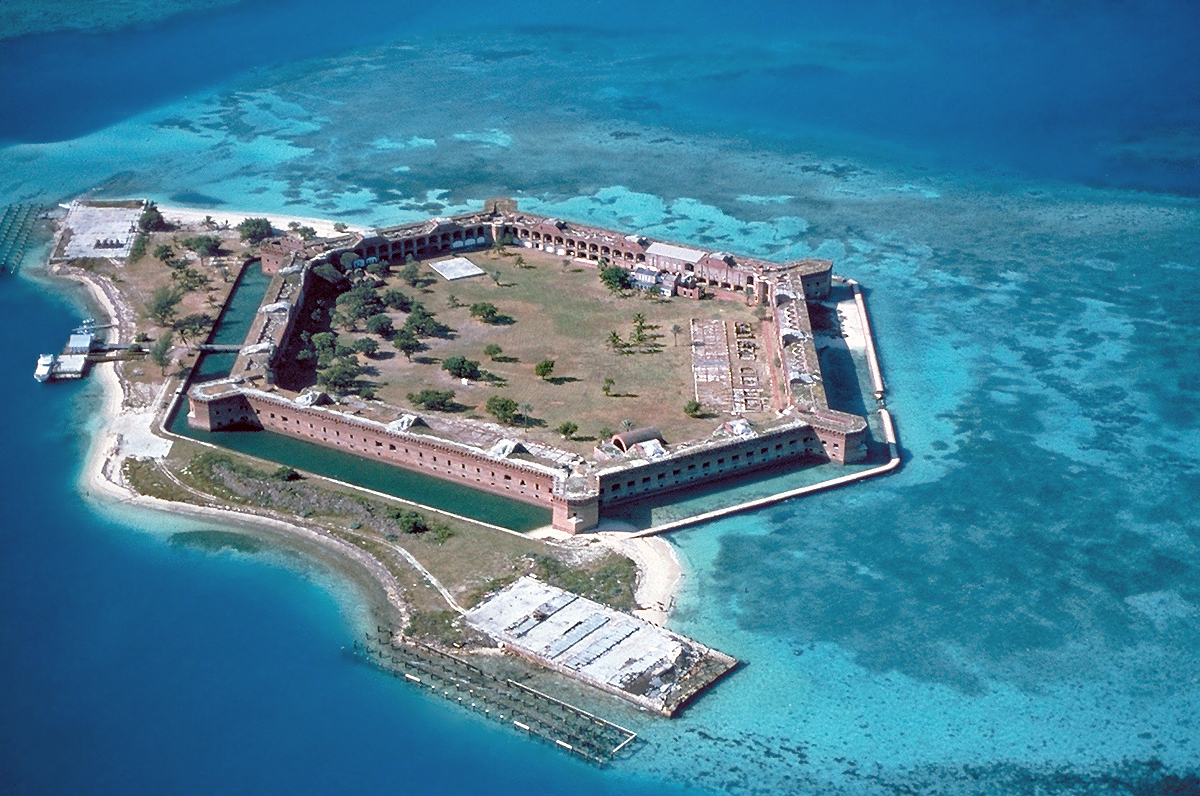
Der Fundort von Brachypelma aureoceps: Fort Jefferson auf Dry Tortugas.

Brachypelma aureoceps ist eine Vogelspinnenart, die im amerikanischen Dry-Tortugas-Nationalpark entdeckt wurde.
Joseph Bassett Holder war damals leitender Chirurg des Militärgefängnisses Fort Jefferson auf Garden Key, einer Insel, die zu den Dry Tortugas der Florida Keys gehört. Er entdeckte die Spinne in der ersten Hälfte der 1860er-Jahre. Später stellte sich heraus, dass es sich dabei um eine Vogelspinnenart der Gattung Brachypelma handelte. Sämtliche Arten dieser Gattung kommen in Mexiko oder in südlicheren Gebieten vor. Es ist deshalb sehr wahrscheinlich, dass die Art auf dieser Insel eingeschleppt wurde.
Erstmals beschrieben wurde die Art erst 1917 von Ralph Vary Chamberlin, der das damals eingesammelte Typusexemplar im Museum of Comparative Zoology der Harvard University wiederentdeckte. Chamberlin nannte die neue Art Eurypelma aureoceps, später wurde sie in die Gattung Brachypelma gestellt.

## Merkmale
Das Typusexemplar, eine weibliche Vogelspinne, hat eine Länge von 4,4 Zentimetern und weist viele Merkmale mexikanischer Brachypelma-Arten auf. Die Spermathek ist schwach in der Mitte eingebuchtet und hat keine gerade Basis.